# Toyota AE86

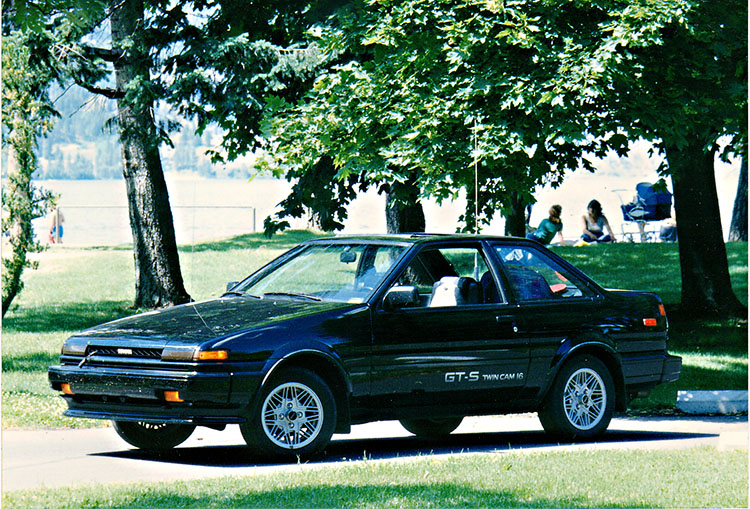
AE86 kupé

Az AE86 a Toyota Corolla Levin és a Toyota Sprinter Trueno autók generációjának egyik modellje. A Trueno és a Levin is egy kisebb méretű könnyű kupé vagy ferde hátú, melyet 1983-ban dobott piacra a Toyota, és egészen 1987 közepéig forgalmaztak. A két típus között lévő egyik feltűnő különbség volt, hogy a Levin rögzített fényszórókkal, a Trueno pedig bukólámpákkal rendelkezett. Az AE86 hátsókerék-meghajtású. A nevéből az „A” a járműben található motorra utal, az „E” a Corollát képviseli, a nyolcas a Toyota Corolla ötödik generációját (E80 sorozat), és a hatos reprezentálja a sorozaton belüli modelltípust. Japánban Hachi-Rokunak is nevezték, mely nyolc-hatot jelent.

## Technikai információk

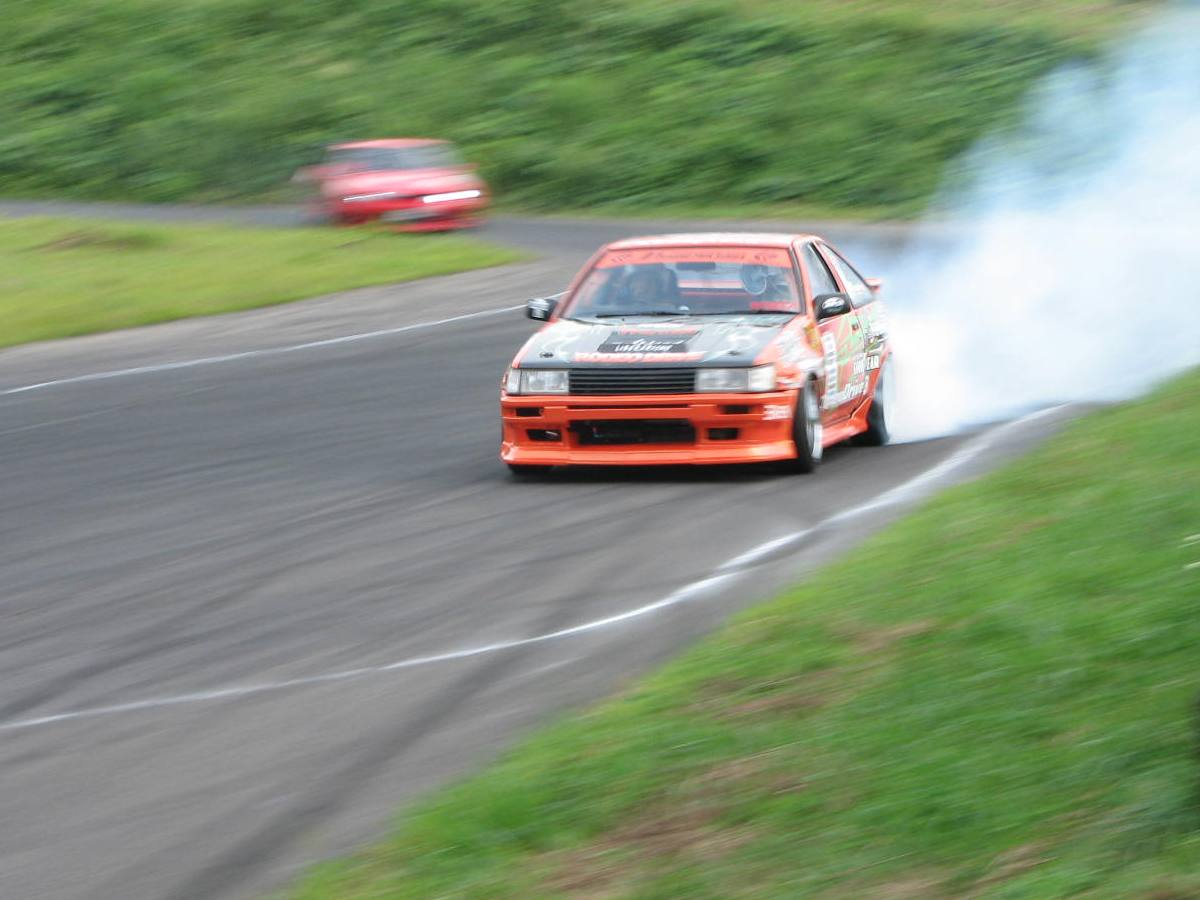
AE86 driftelés közben

Az AE86 4,2 m hosszú, 1,63 m széles és 1,34 m magas, melynek súlya 923 és 1089 kg között ingadozott. Lehetett ötfokozatú manuális sebességváltós és négyfokozatú automata. Először az ötfokozatú látott napvilágot, és csak később került forgalomba a négyes sebességváltó. A motorja 4 hengeres, 1587 köbcentiméteres volt. Típusjele 4A-GE. Maximum teljesítménye 96 kW volt, azonban később 88 kW-ra csökkent.
A mérnöki munkákért felelős személyzet egyik tagja volt Nobuaki Katajama, aki később a Toyota motorgyártó részlegének az igazgatója lett. Később az Altezza projekt vezetője lett. A Toyota Altezza a Lexus IS autósorozata, mely luxuskocsikból állt.

## Külső megjelenés
A Levin a Corolla autókra jellemző rögzített fényszórókkal rendelkezik, míg a Trueno könnyen felismerhető az egyedi felugró lámpáiról. A beépített fényszórók miatt a Levin szélesebb védőráccsal rendelkezett, mint a Trueno. Később a Truenóról leszedték a védőrácsot, és egyszerűen megnagyobbították a motorháztetőt.
Az AE86-ot kétféle kinézettel is gyártották. Az egyiket zenkinek hívják a másikat pedig a kókinak. A két típus leginkább az indexében és a hátsó lámpáiban tért el egymástól. A zenki volt a korábbi verzió, mely kis méretű indexszel és hátsó lámpákkal rendelkezett, és a jobb hátsó fényszórója felett a ”Sprinter” felirat állt. A kókinak nagyobb hátsó lámpái és sarokindexe volt, egy piros festéssel a kocsi tetején, vagy fekete festéssel egy fehér csíkkal karöltve.

## Modellek
Az egyik modell a DOHC 4A-GEU AE86 volt, mely Japánban a Levinben és a Truenóban is megjelent. Észak-Amerikában ennek egy változatát, a DOHC 4A-GEC dobták piacra, melyet Corolla GT-S-nek neveztek el. Illetve Európában is árultak egy Corolla GT nevű modellt, melynek Levin típusú fényszórói voltak.

## Népszerűség

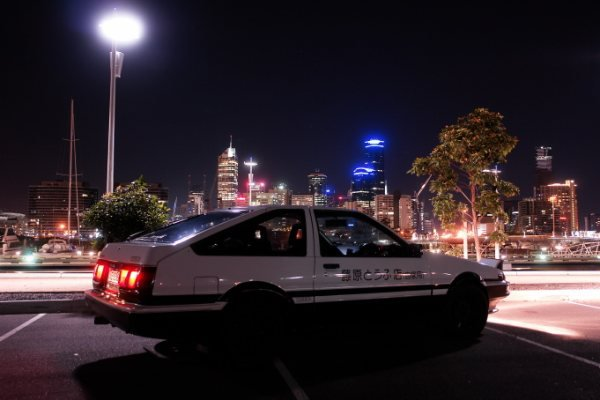
Initial D AE86 replika Melbourne-ben, Ausztráliában

Az AE86 autó nemcsak az autóversenyzők körében örvendett népszerűségnek, hanem a fiatalok körében is ismertté vált, miután megjelent 1995-ben az Initial D című manga (japán képregénytípus), majd később a belőle készült anime (japán animációs film). Az anime és manga által külföldön is kedveltté vált a kocsi. A manga főszereplője egy AE86 Truenóval versenyez a nyilvános utakon. Barátja egy AE85 Levint vezet, illetve még két szereplő az egyikőjük egy AE86 Levint a másikójuk  egy AE86 Trueno kupét.
Az autó játékokban is szerepel, a Gran Turismo, a Forza, illetve a Need for Speed két részében is megjelenik.